# Obihiro
Obihiro (帯広市, Obihiro-shi) est une ville située sur l'île de Hokkaidō, au Japon. Elle est la capitale de la sous-préfecture de Tokachi.

## Géographie

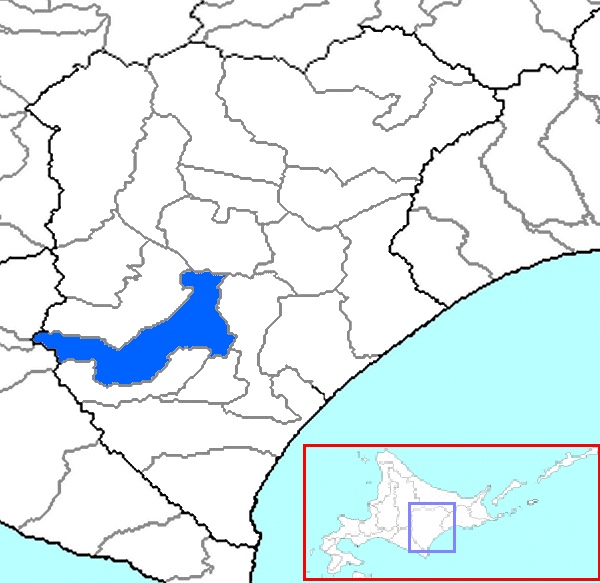

### Localisation
Obihiro est située dans le sud-est de Hokkaidō.

### Démographie
En 2010, Obihiro avait une population de 168 713 habitants, répartis sur une superficie de 618,94 km2 (densité de population de 273 hab./km2). En juillet 2021, elle s'élevait à 165 317 habitants.

### Hydrographie
Obihiro est traversée par la rivière Satsunai qui se jette dans le fleuve Tokachi (en) au nord de la ville.

### Climat
| Mois                                             | jan.       | fév.      | mars       | avril      | mai       | juin      | jui.      | août     | sep.      | oct.       | nov.       | déc.       | année      |
| ------------------------------------------------ | ---------- | --------- | ---------- | ---------- | --------- | --------- | --------- | -------- | --------- | ---------- | ---------- | ---------- | ---------- |
| Température minimale moyenne (°C)                | −13        | −12       | −5,4       | 0,8        | 6,2       | 10,8      | 15,1      | 16,5     | 12,7      | 5,3        | −1,1       | −8,9       | 2,2        |
| Température moyenne (°C)                         | −6,9       | −5,7      | −0,4       | 6          | 11,6      | 15,2      | 18,9      | 20,3     | 16,9      | 10,3       | 3,5        | −3,8       | 7,2        |
| Température maximale moyenne (°C)                | −1,5       | −0,2      | 4,8        | 12,2       | 18,2      | 21,3      | 24,3      | 25,4     | 22        | 15,9       | 8,4        | 1          | 12,2       |
| Record de froid (°C) date du record              | −38,2 1902 | −36 1902  | −35,2 1895 | −22,4 1911 | −7,9 1893 | −1,9 1900 | 1,8 1901  | 2,1 1893 | −4,7 1906 | −10,6 1894 | −20,3 1906 | −34,2 1907 | −38,2 1902 |
| Record de chaleur (°C) date du record            | 8 1990     | 14,7 1967 | 20,3 1923  | 31,7 1998  | 38,8 2019 | 36 2010   | 37,8 1924 | 37 1994  | 34,4 2010 | 27,7 1978  | 23,5 1940  | 16 1954    | 38,8 2019  |
| Ensoleillement (h)                               | 188,2      | 191,5     | 217,9      | 192,9      | 188,8     | 148,2     | 121,9     | 125,2    | 137,8     | 167,6      | 168,2      | 172        | 2 020,1    |
| Précipitations (mm)                              | 40,5       | 28,8      | 43,8       | 60,1       | 84,7      | 81,1      | 107,1     | 141,3    | 140,2     | 85,7       | 54,2       | 52,3       | 919,7      |
| dont neige (cm)                                  | 52         | 37        | 36         | 9          | 1         | 0         | 0         | 0        | 0         | 0          | 10         | 51         | 198        |
| Nombre de jours avec précipitations              | 4,8        | 4,3       | 5,9        | 7,6        | 8,2       | 8,2       | 9,4       | 10,3     | 10        | 7,5        | 6,4        | 6,1        | 88,7       |
| dont nombre de jours avec précipitations ≥ 10 mm | 1,3        | 0,9       | 1,1        | 1,6        | 2,7       | 2,6       | 3,7       | 4,4      | 4,4       | 2,8        | 1,8        | 2          | 29,3       |
| Humidité relative (%)                            | 69         | 67        | 65         | 65         | 69        | 79        | 82        | 82       | 80        | 74         | 68         | 68         | 72         |
| Nombre de jours avec neige                       | 7          | 7,3       | 6,9        | 1,6        | 0,1       | 0         | 0         | 0        | 0         | 0          | 1,7        | 6,3        | 31,1       |

| Diagramme climatique                                  |             |             |             |             |              |               |               |             |             |             |           |
| J                                                     | F           | M           | A           | M           | J            | J             | A             | S           | O           | N           | D         |
| −1,5−1340,5                                           | −0,2−1228,8 | 4,8−5,443,8 | 12,20,860,1 | 18,26,284,7 | 21,310,881,1 | 24,315,1107,1 | 25,416,5141,3 | 2212,7140,2 | 15,95,385,7 | 8,4−1,154,2 | 1−8,952,3 |
| Moyennes : • Temp. maxi et mini °C • Précipitation mm |             |             |             |             |              |               |               |             |             |             |           |

## Histoire
Obihiro a été fondée le 1er avril 1933.
Le 15 juillet 1945, la ville est bombardée par les appareils de l'aéronavale alliée. 
Obihiro abrite le quartier général de la 5e division de l'armée du nord de la force d'auto-défense terrestre de l'armée japonaise.

## Éducation
- Université d'agriculture et de médecine vétérinaire d'Obihiro[4]

## Transports
Obihiro est desservie par la ligne principale Nemuro de la JR Hokkaido. La gare d'Obihiro est la principale gare de la ville.
L'aéroport de Tokachi–Obihiro (en) est situé au sud-est de la ville.

## Symboles municipaux
Les symboles municipaux d'Obihiro sont l'alouette des champs et le bouleau.

## Jumelages
Obihiro est jumelée avec :
- Chaoyang (Chine),
- Madison (États-Unis),
- Seward (États-Unis).

## Personnalités liées à la municipalité
- Fumiko Nakajō (1922-1954), poétesse japonaise, y est née.

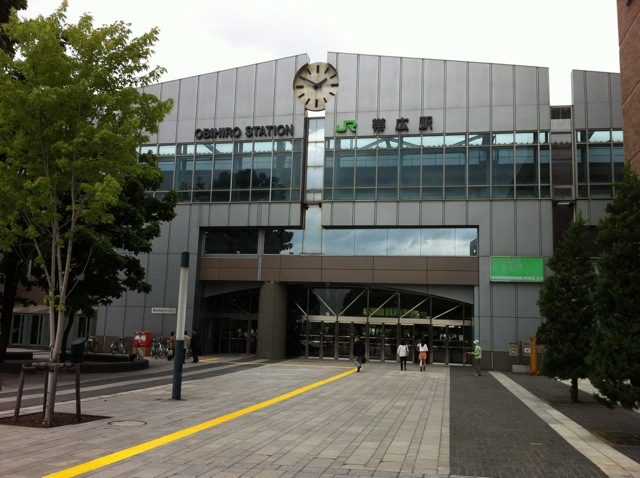
La gare d'Obihiro.
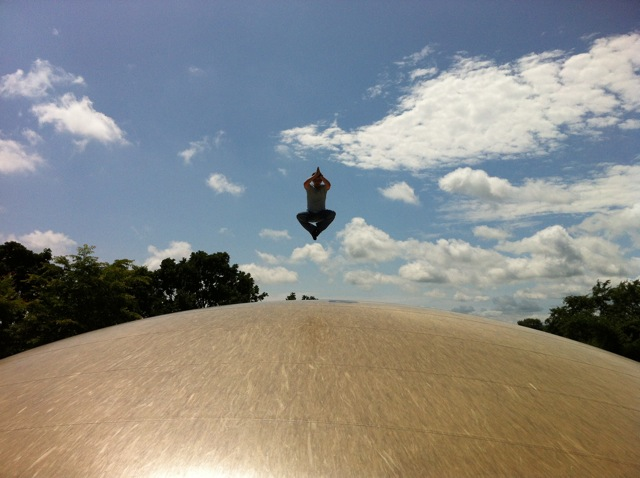
Trampoline de l'écopark d'Otofuke proche d'Obihiro.
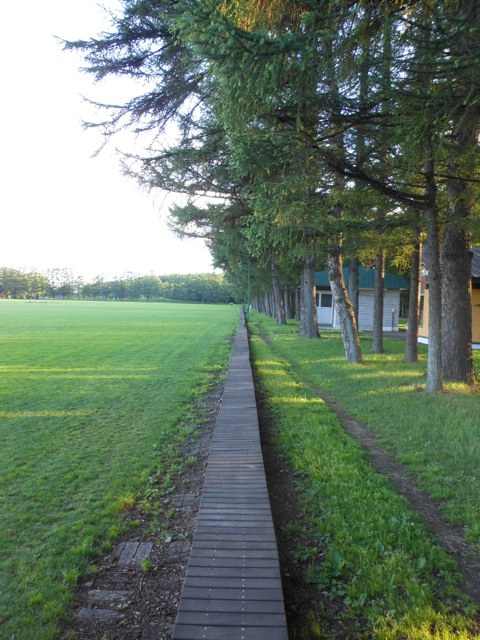
Le banc du parc Midorigaoka, long de 400 m (anciennement le plus long du monde).